# Аква Ночела (Потенца)
Аква Ночела (итал. Acqua Nocella) је насеље у Италији у округу Потенца, региону Базиликата.
Према процени из 2011. у насељу је живело 42 становника. Насеље се налази на надморској висини од 754 м.